# 12 Feet Deep
Pour plus de détails, voir Fiche technique et Distribution.
12 Feet Deep, ou parfois The Deep End, ou encore Piégée avec ma sœur au Québec, est un thriller américain réalisé par Matt Eskandari (en), qui l'a écrit en collaboration avec Michael Hultquist.

## Synopsis
Deux sœurs (Alexandra Park et Nora-Jane Noone) sont piégées sous la protection en verre automatique d'une piscine olympique et doivent survivre dans l'eau en pleine nuit.

## Distribution
- Alexandra Park : Jonna
- Nora-Jane Noone : Bree
- Tobin Bell : McGradey
- Diane Farr : Clara